# Байджини
Байджини (англ. Baijini) — легендарный народ, упоминающийся в мифах аборигенов полуострова Арнем-Ленд на севере Австралии. В частности, они фигурируют в цикле мифов о брате и сестрах Джанггавул — творцах австралийского ландшафта и растений и легендарных прародителях многих племен этого региона.
По формулировке Рональда Берндта, записавшего мифы о  Джанггавул в Ирркале и на острове Милингимби в конце 1940-х годов, 

Байджини, хотя частично мифологические, на самом деле суть исторические персонажи, поскольку про них говорится, что они были главным образом торговцы-чужестранцы, посещавшие эти берега еще до макасаров, а вовсе не Предки-творцы, как Джанггавул. Однако в мифах они появляются как современники этих Предков.
Оригинальный текст (англ.)The Baijini, although partially mythological are, rather, historical; for they are said to have been pre-Macassans, primarily traders and aliens to the coast, and not in any way creative as were the Djanggawul. They are, however, treated in the myth as if contemporary with these Ancestral Beings

Как и макасары с бугисами, чья реальная деятельность на австралийских берегах хорошо известна историкам (см. Контакты макасаров с Австралией), легендарные байджини занимались вываркой трепангов, а в тех местах, где они это делали, и посейчас растут деревья тамаринд. (Историки, как правило, полагают что тамаринд в Австралию занесли макасары). Кроме лова и переработки трепангов, однако, легендарные байджини также выращивали рис и строили каменные дома. Распространено мнение, что само слово "байджини" происходит от макасарского корня, означающего "женщина", что согласуется с тем, что среди легендарных байджиней, в отличие от реальных макасарских трепанголовов на австралийских берегах, были женщины.
Кто на самом деле являлся прототипом легендарных байджиней, достоверно неизвестно.
Высказывалось предположение, что это могли быть морские цыгане баджо, которые действительно путешествовали по морям Юго-Восточной Азии целыми семьями.
По другому мнению, то, что мифы аборигенов рассказывают про баджиней есть мифическое преломление историй, рассказанных аборигенами, которые побывали на Сулавеси с макасарскими трепанголовами и вернулись домой в Австралию.
Существует и более экзотическая гипотеза, по которой байджини были китайскими мореплавателями. Известный историк науки и техники древнего Китая Джозеф Нидэм даже высказывал догадку, что слово "байджини" могло произойти от китайского 
бай жэнь (白人, "белые люди" (т.е. с более светлой кожей, чем аборигены или индонезийцы), бэй жэнь (北人, "северяне"), или даже бэйцзин жэнь (北京人, "пекинцы"). Эту гипотезу недавно популяризировала американская журналистка Луиза Леватес.